# Ronde van Oostenrijk 2013
De 65e editie van de wielerwedstrijd Ronde van Oostenrijk (Duits: Österreich-Rundfahrt 2013) werd gehouden van 30 juni tot en met 7 juli 2013 in Oostenrijk. De meerdaagse wielerkoers maakt deel uit van de UCI Europe Tour 2013. Titelverdediger is de Deen Jakob Fuglsang.

## Deelnemende ploegen
UCI World Tour-ploegen
- RadioShack-Leopard
- Katjoesja
- Omega Pharma-Quickstep
- Sky ProCycling
- BMC Racing Team
- Cannondale Pro Cycling Team
- Astana
- Team Saxo-Tinkoff
- Lotto-Belisol

Professionele continentale ploegen
- IAM Cycling
- MTN-Qhubeka
- Cofidis
- Androni Giocattoli

Continentale ploegen
- Team Gourmetfein Simplon
- WSA-Viperbike
- Team Vorarlberg
- Tirol Cycling Team
- Arbö Gebrüder Weiss-Oberndorfer

## Etappeoverzicht
| etappe | datum   | start                  | finish                 | afstand  | winnaar            | klassementsleider  |
| ------ | ------- | ---------------------- | ---------------------- | -------- | ------------------ | ------------------ |
| 1e     | 30 juni | Innsbruck              | Kühtaisattel           | 134,9 km | Kevin Seeldraeyers | Kevin Seeldraeyers |
| 2e     | 1 juli  | Innsbruck              | Kitzbüheler Horn       | 157,4 km | Kevin Seeldraeyers | Kevin Seeldraeyers |
| 3e     | 2 juli  | Heiligenblut           | Matrei in Osttirol     | 119,7 km | Thor Hushovd       | Kevin Seeldraeyers |
| 4e     | 3 juli  | Matrei in Osttirol     | Sankt Johann im Pongau | 146,0 km | Mathias Frank      | Kevin Seeldraeyers |
| 5e     | 4 juli  | Sankt Johann im Pongau | Sonntagberg            | 228,3 km | Mathias Frank      | Kevin Seeldraeyers |
| 6e     | 5 juli  | Maria Taferl           | Poysdorf               | 182,0 km | Gerald Ciolek      | Kevin Seeldraeyers |
| 7e     | 6 juli  | Podersdorf am See      | Podersdorf am See      | 24,1 km  | Fabian Cancellara  | Riccardo Zoidl     |
| 8e     | 7 juli  | Podersdorf am See      | Wenen                  | 122,8 km | Omar Bertazzo      | Riccardo Zoidl     |

## Etappe-uitslagen

### 1e etappe
| Innsbruck - Kühtaisattel (134,9 km) |                    |                          |          |
| Plaats                              | Naam               | Ploeg                    | Tijd     |
| Winnaar                             | Kevin Seeldraeyers | Astana                   | 4h06'02" |
| 2                                   | Riccardo Zoidl     | Team Gourmetfein Simplon | +8"      |
| 3                                   | Joseph Dombrowski  | Sky ProCycling           | +13"     |
|                                     |                    |                          |          |
| 46                                  | Maarten de Jonge   | Team Vorarlberg          | +8'14"   |

| Algemeen klassement |                    |                          |          |
| Plaats              | Naam               | Ploeg                    | Tijd     |
| Gele trui           | Kevin Seeldraeyers | Astana                   | 4h06'02" |
| 2                   | Riccardo Zoidl     | Team Gourmetfein Simplon | +8"      |
| 3                   | Joseph Dombrowski  | Sky ProCycling           | +13"     |
|                     |                    |                          |          |
| 46                  | Maarten de Jonge   | Team Vorarlberg          | +8'24"   |

### 2e etappe
| Innsbruck - Kitzbüheler Horn (157,4 km) |                      |                 |          |
| Plaats                                  | Naam                 | Ploeg           | Tijd     |
| Winnaar                                 | Kevin Seeldraeyers   | Astana          | 4h17'15" |
| 2                                       | Aleksandr Djatsjenko | Astana          | +5"      |
| 3                                       | Fabio Aru            | Astana          | +14"     |
|                                         |                      |                 |          |
| 27                                      | Maarten de Jonge     | Team Vorarlberg | +3'57"   |

| Algemeen klassement |                      |                          |          |
| Plaats              | Naam                 | Ploeg                    | Tijd     |
| Gele trui           | Kevin Seeldraeyers   | Astana                   | 8h22'57" |
| 2                   | Aleksandr Djatsjenko | Astana                   | +43"     |
| 3                   | Riccardo Zoidl       | Team Gourmetfein Simplon | +59"     |
|                     |                      |                          |          |
| 38                  | Maarten de Jonge     | Team Vorarlberg          | +12'31"  |

### 3e etappe
| Heiligenblut - Matrei in Osttirol (119,7 km) |                 |                        |          |
| Plaats                                       | Naam            | Ploeg                  | Tijd     |
| Winnaar                                      | Thor Hushovd    | BMC Racing Team        | 2u53'31" |
| 2                                            | Daniel Oss      | BMC Racing Team        | z.t.     |
| 3                                            | Gianni Meersman | Omega Pharma-Quickstep | z.t.     |
|                                              |                 |                        |          |
| 36                                           | Remco Broers    | Team Vorarlberg        | z.t.     |

| Algemeen klassement |                      |                          |           |
| Plaats              | Naam                 | Ploeg                    | Tijd      |
| Gele trui           | Kevin Seeldraeyers   | Astana                   | 11u16'28" |
| 2                   | Aleksandr Djatsjenko | Astana                   | +43"      |
| 3                   | Riccardo Zoidl       | Team Gourmetfein Simplon | +59"      |
|                     |                      |                          |           |
| 38                  | Maarten de Jonge     | Team Vorarlberg          | +12'31"   |

### 4e etappe
| Matrei in Osttirol - Sankt Johann im Pongau (146,0 km) |                      |                          |          |
| Plaats                                                 | Naam                 | Ploeg                    | Tijd     |
| Winnaar                                                | Mathias Frank        | BMC Racing Team          | 3u42'39" |
| 2                                                      | Chris Anker Sørensen | Team Saxo-Tinkoff        | +8"      |
| 3                                                      | Matija Kvasina       | Team Gourmetfein Simplon | +8"      |
|                                                        |                      |                          |          |
| 14                                                     | Kevin Seeldraeyers   | Astana                   | +35"     |
| 48                                                     | Dirk Bellemakers     | Lotto-Belisol            | +11'23"  |

| Algemeen klassement |                      |                          |           |
| Plaats              | Naam                 | Ploeg                    | Tijd      |
| Gele trui           | Kevin Seeldraeyers   | Astana                   | 14u59'42" |
| 2                   | Riccardo Zoidl       | Team Gourmetfein Simplon | +59"      |
| 3                   | Aleksandr Djatsjenko | Astana                   | +1'04"    |
|                     |                      |                          |           |
| 47                  | Maarten de Jonge     | Team Vorarlberg          | +23'19"   |

### 5e etappe
| Sankt Johann im Pongau - Sonntagberg (228,3 km) |                    |                   |          |
| Plaats                                          | Naam               | Ploeg             | Tijd     |
| Winnaar                                         | Mathias Frank      | BMC Racing Team   | 5u21'41" |
| 2                                               | Rafał Majka        | Team Saxo-Tinkoff | +5"      |
| 3                                               | Nicolas Edet       | Cofidis           | +6"      |
|                                                 |                    |                   |          |
| 9                                               | Kevin Seeldraeyers | Astana            | +16"     |
| 44                                              | Dirk Bellemakers   | Lotto-Belisol     | +2'28"   |

| Algemeen klassement |                      |                          |           |
| Plaats              | Naam                 | Ploeg                    | Tijd      |
| Gele trui           | Kevin Seeldraeyers   | Astana                   | 20u21'39" |
| 2                   | Riccardo Zoidl       | Team Gourmetfein Simplon | +52"      |
| 3                   | Aleksandr Djatsjenko | Astana                   | +1'04"    |
|                     |                      |                          |           |
| 47                  | Dirk Bellemakers     | Lotto-Belisol            | +27'03"   |

### 6e etappe
| Maria Taferl - Poysdorf (182,0 km) |                    |                   |          |
| Plaats                             | Naam               | Ploeg             | Tijd     |
| Winnaar                            | Gerald Ciolek      | MTN-Qhubeka       | 4u17'42" |
| 2                                  | Simone Ponzi       | Astana            | z.t.     |
| 3                                  | Jonathan Cantwell  | Team Saxo-Tinkoff | z.t      |
|                                    |                    |                   |          |
| 4                                  | Tosh Van der Sande | Lotto-Belisol     | z.t.     |
| 49                                 | Dirk Bellemakers   | Lotto-Belisol     | z.t.     |

| Algemeen klassement |                      |                          |           |
| Plaats              | Naam                 | Ploeg                    | Tijd      |
| Gele trui           | Kevin Seeldraeyers   | Astana                   | 24u39'21" |
| 2                   | Riccardo Zoidl       | Team Gourmetfein Simplon | +52"      |
| 3                   | Aleksandr Djatsjenko | Astana                   | +1'04"    |
|                     |                      |                          |           |
| 44                  | Dirk Bellemakers     | Lotto-Belisol            | 27'03"    |

### 7e etappe
| Podersdorf am See (individuele tijdrit over 24,1 km) |                    |                        |             |
| Plaats                                               | Naam               | Ploeg                  | Tijd        |
| Winnaar                                              | Fabian Cancellara  | RadioShack-Leopard     | 0u11'22.64" |
| 2                                                    | Marco Pinotti      | BMC Racing Team        | +22.44"     |
| 3                                                    | Kristof Vandewalle | Omega Pharma-Quickstep | +46.52"     |
|                                                      |                    |                        |             |
| 79                                                   | Dirk Bellemakers   | Lotto-Belisol          | +3'01.64"   |

| Algemeen klassement |                      |                          |           |
| Plaats              | Naam                 | Ploeg                    | Tijd      |
| Gele trui           | Riccardo Zoidl       | Team Gourmetfein Simplon | 25u09'37" |
| 2                   | Aleksandr Djatsjenko | Astana                   | +33"      |
| 3                   | Kevin Seeldraeyers   | Astana                   | +50"      |
|                     |                      |                          |           |
| 47                  | Dirk Bellemakers     | Lotto-Belisol            | +27'45"   |

### 8e etappe
| Podersdorf am See - Wenen (122,8 km) |                    |                        |          |
| Plaats                               | Naam               | Ploeg                  | Tijd     |
| Winnaar                              | Omar Bertazzo      | Androni Giocattoli     | 2u40'14" |
| 2                                    | Christopher Sutton | Sky ProCycling         | z.t.     |
| 3                                    | Simone Ponzi       | Astana                 | z.t.     |
|                                      |                    |                        |          |
| 5                                    | Gianni Meersman    | Omega Pharma-Quickstep | z.t.     |
| 40                                   | Maarten de Jonge   | Team Vorarlberg        | z.t.     |

## Eindklassementen
| Plaats    | Naam                 | Ploeg                    | Tijd      |
| --------- | -------------------- | ------------------------ | --------- |
| Gele trui | Riccardo Zoidl       | Team Gourmetfein Simplon | 27u49'51" |
| 2         | Aleksandr Djatsjenko | Astana                   | +33"      |
| 3         | Kevin Seeldraeyers   | Astana                   | +50"      |
| 4         | Sergej Tsjernetski   | Katjoesja                | +53"      |
| 5         | Dries Devenyns       | Omega Pharma-Quickstep   | +1'20"    |
| 6         | Petr Ignatenko       | Katjoesja                | +1'24"    |
| 7         | Matthew Busche       | RadioShack-Leopard       | +1'45"    |
| 8         | Fabio Aru            | Astana                   | +2'19"    |
| 9         | Nicolas Edet         | Cofidis                  | +2'32"    |
| 10        | Matija Kvasina       | Team Gourmetfein Simplon | +3'31"    |
| 11        | Chris Anker Sørensen | Team Saxo-Tinkoff        | +4'20"    |
| 12        | Mathias Frank        | BMC Racing Team          | +4'29"    |
| 13        | Jure Golčer          | Tirol Cycling Team       | +4'43"    |
| 14        | Sergio Pardilla      | MTN-Qhubeka              | +4'48"    |
| 15        | Ian Boswell          | Sky ProCycling           | +5'01"    |
|           |                      |                          |           |
| 46        | Dirk Bellemakers     | Lotto-Belisol            | +27'56"   |

| Plaats    | Naam               | Ploeg           | Punten |
| --------- | ------------------ | --------------- | ------ |
| Rode trui | Kevin Seeldraeyers | Astana          | 33     |
| 2         | Mathias Frank      | BMC Racing Team | 31     |
| 3         | Simone Ponzi       | Astana          | 30     |

| Plaats        | Naam                 | Ploeg                    | Punten |
| ------------- | -------------------- | ------------------------ | ------ |
| Bolletjestrui | Kevin Seeldraeyers   | Astana                   | 31     |
| 2             | Chris Anker Sørensen | Team Saxo-Tinkoff        | 27     |
| 3             | Riccardo Zoidl       | Team Gourmetfein Simplon | 25     |

| Plaats         | Naam               | Ploeg          | Tijd      |
| -------------- | ------------------ | -------------- | --------- |
| Geel rugnummer | Sergej Tsjernetski | Katjoesja      | 27u50'44" |
| 2              | Fabio Aru          | Astana         | +1'26"    |
| 3              | Ian Boswell        | Sky ProCycling | +4'08"    |
|                |                    |                |           |
| 15             | Tim Wellens        | Lotto-Belisol  | 34'03"    |

| Plaats | Ploeg              | Tijd      |
| ------ | ------------------ | --------- |
| 1      | Astana             | 83u32'24" |
| 2      | RadioShack-Leopard | +10'14"   |
| 3      | Katjoesja          | +11'01"   |

| Plaats     | Naam              | Ploeg                    | Tijd      |
| ---------- | ----------------- | ------------------------ | --------- |
| Witte trui | Riccardo Zoidl    | Team Gourmetfein Simplon | 27u49'51" |
| 2          | Paul Lang         | WSA-Viperbike            | +11'02"   |
| 3          | Hans-Jörg Leopold | WSA-Viperbike            | +11'13"   |

1949 ·
1950 ·
1951 ·
1952 ·
1953 ·
1954 ·
1955 ·
1956 ·
1957 ·
1958 ·
1959 ·
1960 ·
1961 ·
1962 ·
1963 ·
1964 ·
1965 ·
1966 ·
1967 ·
1968 ·
1969 ·
1977 ·
1971 ·
1972 ·
1973 ·
1974 ·
1975 ·
1976 ·
1977 ·
1978 ·
1979 ·
1980 ·
1981 ·
1982 ·
1983 ·
1984 ·
1985 ·
1986 ·
1987 ·
1988 ·
1989 ·
1990 ·
1991 ·
1992 ·
1993 ·
1994 ·
1995 ·
1996 ·
1997 ·
1998 ·
1999 ·
2000 ·
2001 ·
2002 ·
2003 · 2004 · 2005 · 2006 · 2007 · 2008 · 2009 · 2010 · 2011 · 2012 · 2013 · 2014 · 2015 · 2016 · 2017 · 2018 · 2019 · 2020-2022 · 2023 · 2024
Etappewedstrijden

 Ster van Bessèges · 
 Ronde van de Middellandse Zee · 
 Ruta del Sol · 
 Ronde van de Algarve · 
 Ronde van de Haut-Var · 
 Driedaagse van West-Vlaanderen · 
 Internationale Wielerweek · 
 Internationaal Wegcriterium · 
 Driedaagse van De Panne-Koksijde · 
 Ronde van de Sarthe · 
 Ronde van Trentino · 
 Ronde van Turkije · 
 Ronde van Asturië · 
 Vierdaagse van Duinkerke · 
 Ronde van Azerbeidzjan · 
 Szlakiem Grodòw Piastowskich · 
 Ronde van Castilië en León · 
 Ronde van Picardië · 
 Ronde van Noorwegen · 
 World Ports Classic · 
 Ronde van Beieren · 
 Ronde van België · 
 Tour des Fjords · 
 Ronde van Estland · 
 Ronde van Luxemburg · 
 Boucles de la Mayenne · 
 Ster ZLM Toer · 
 Ronde van Slovenië · 
 Route du Sud · 
 Ronde van Oostenrijk · 
 Sibiu Cycling Tour · 
 Ronde van Wallonië · 
 Ronde van Portugal · 
 Ronde van Denemarken · 
 Ronde van de Ain · 
 Ronde van Burgos · 
 Arctic Race of Norway · 
 Ronde van de Limousin · 
 Ronde van Poitou-Charentes · 
 Wielerweek van Lombardije · 
 Ronde van Groot-Brittannië · 
 Ronde van Gévaudan Languedoc-Roussillon · 
 Eurométropole Tour
Eendaagse wedstrijden

 GP La Marseillaise · 
 Grote Prijs van de Etruskische Kust · 
 Trofeo Palma · 
 Trofeo Ses Salines · 
 Trofeo Serra de Tramuntana · 
 Trofeo Platja de Muro · 
 Trofeo Laigueglia · 
 Ronde van Murcia · 
 Omloop Het Nieuwsblad · 
 Classic Sud Ardèche · 
 GP Lugano · 
 Clásica de Almería · 
 Kuurne-Brussel-Kuurne · 
 La Drôme Classic · 
 Le Samyn · 
 GP Città di Camaiore · 
 Strade Bianche · 
 Roma Maxima · 
 Ronde van Drenthe · 
 Dwars door Drenthe · 
 Nokere Koerse · 
 GP Nobili Rubinetterie · 
 Handzame Classic · 
 Classic Loire-Atlantique · 
 Grote Prijs van Cholet-Pays de Loire · 
 Dwars door Vlaanderen · 
 Route Adélie de Vitré · 
 Volta Limburg Classic · 
 Grote Prijs Miguel Indurain · 
 Ronde van La Rioja · 
 Scheldeprijs · 
 GP Pino Cerami · 
 Klasika Primavera · 
 Parijs-Camembert · 
 Brabantse Pijl · 
 GP Denain · 
 Ronde van de Finistère · 
 Tro Bro Léon · 
 Ronde van Keulen · 
 La Roue Tourangelle · 
 Rund um den Finanzplatz Eschborn-Frankfurt · 
 Ronde van de Somme · 
 ProRace Berlin · 
 Grote Prijs van Plumelec · 
 Boucles de l'Aulne · 
 Ronde van Zeeland Seaports · 
 Trofeo Melinda · 
 GP Kanton Aargau · 
 Ronde van Limburg · 
 Ronde van de Apennijnen · 
 Halle-Ingooigem · 
 Trofeo Matteotti · 
 Prueba Villafranca de Ordizia · 
 GP Industria & Artigianato-Larciano · 
 Ronde van Toscane · 
 Circuito de Getxo · 
 Polynormande · 
 RideLondon Classic · 
 GP Stad Zottegem · 
 Dutch Food Valley Classic · 
 Châteauroux Classic de l'Indre · 
 Druivenkoers Overijse · 
 Ronde van Veneto · 
 Schaal Sels · 
 Memorial Rik Van Steenbergen · 
 Brussels Cycling Classic · 
 GP Fourmies · 
 Ronde van de Doubs · 
 GP Jef Scherens · 
 Coppa Bernocchi · 
 Coppa Agostoni · 
 GP van Wallonië · 
 Ronde van de Drie Valleien · 
 Kampioenschap van Vlaanderen · 
 Memorial Marco Pantani · 
 Grote Prijs Impanis-Van Petegem · 
 GP van Isbergues · 
 GP Industria & Commercio di Prato · 
 Omloop van het Houtland · 
 Duo Normand · 
 Milaan-Turijn · 
 Ronde van Piëmont · 
 Ronde van het Münsterland · 
 Pro Cycling Marathon · 
 Ronde van de Vendée · 
 Memorial Frank Vandenbroucke · 
 Coppa Sabatini · 
 Parijs-Bourges · 
 Ronde van Emilia · 
 GP Beghelli · 
 Parijs-Tours · 
 Nationale Sluitingsprijs · 
 Ronde van Romagna · 
 Chrono des Nations